# Luc Dupont
Luc Dupont (1952) is een Belgische politicus voor CD&V. Hij was burgemeester van de stad Ronse.

## Biografie
Dupont studeerde licentiaat Rechten en licentiaat Criminologie aan de KU Leuven. Daarna studeerde hij nog notariaat aan de UCL. Hij werkt als advocaat sinds 1976.
Hij ging ook in de gemeentepolitiek in Ronse en werd er in 1983 gemeenteraadslid. Na de verkiezingen van 1988 werd hij schepen en bleef dit twee legislaturen, van 1989 tot 2000. In 2001 werd hij burgemeester van Ronse.